# Mount Holly (Vermont)
Pour les articles homonymes, voir Mount Holly.
Mount Holly est une ville américaine située dans le Comté de Rutland, dans le Vermont. Selon le recensement de 2020, sa population est de 1 385 habitants.

## Personnalités notables
- Julian Cook, officier de l'armée américaine pendant la Seconde Guerre mondiale
- Horatio Earle, créateur du premier kilomètre de route en béton au monde
- Joseph Kinney Jr, législateur du Wisconsin, est né à Mount Holly
- John McClure, producteur de disques
- Hannah Teter, snowboardeuse olympique